# كابيزارادوس (سيوداد ريال)
بلدية كابيزارادوس (بالإسبانية: Cabezarados)‏، هي إحدى بلديات مقاطعة سيوداد ريال إحدى مقاطعات إسبانيا، والتي تقع في منطقة قشتالة لا منتشا وسط إسبانيا.
يبلغ عدد سكانها 367 نسمة وفقاً لإحصائية سنة (2007).